# Gleditsia amorphoides
Gleditsia amorphoides, la espina de Cristo,  o espina corona, es una especie de árbol caducifolio de la familia Fabaceae.

## Distribución y hábitat
Es  de copa redondeada, y el fuste de más de 20 metros de altura es cilíndrico. Es originaria de Argentina, Brasil, Bolivia, Uruguay y Paraguay.
Habita sitios húmedos,  formando parte del dosel estrato intermedio de la selva. Es una especie heliófita e higrófita.
Florece en agosto-noviembre y fructifica de enero a septiembre.

## Usos
Tiene usos potenciales en ebanistería y en carpintería por su hermoso veteado llamativo. Si el secado al aire es rápido se forman deformaciones. 
Las hojas son utilizadas para lavar el cabello y contrarrestar la caspa.
Los frutos producen goma (garrofina) con amplias aplicaciones como fijador de varios productos. Se utiliza en la industria de dulces, farmacia, cosmética y en la preparación de pastas celulósicas. Además los frutos tienen valor forrajero, lo que le brindan la posibilidad de uso en sistemas silvo-pastoriles.

## Taxonomía
Gleditsia amorphoides fue descrito por (Griseb.) Taub.  y publicado en Berichte der Deutschen Botanischen Gesellschaft 10(10): 638. 1892.
Sinonimia
- Garugandra amorphoides Griseb.
- Gleditsia amorphoides (Griseb.) Taubert Var. anacantha Burkart[2]